# Calamba (Misamis Ocidental)
Calamba é um município de  quarta classe de renda municipal (d) na província Misamis Ocidental, nas Filipinas. De acordo com o censo de 1 de maio  de  2020 possui uma população de 23 227 pessoas e 5 729 domicílios.